# ملک محمد کرمانشاهی
ملک محمد کرمانشاهی  از سیاستمداران ایرانی بود، که در دوره نخست بعنوان نماینده کرمانشاه در مجلس شورای ملی حضور داشت.